# Lunula (amuleto)

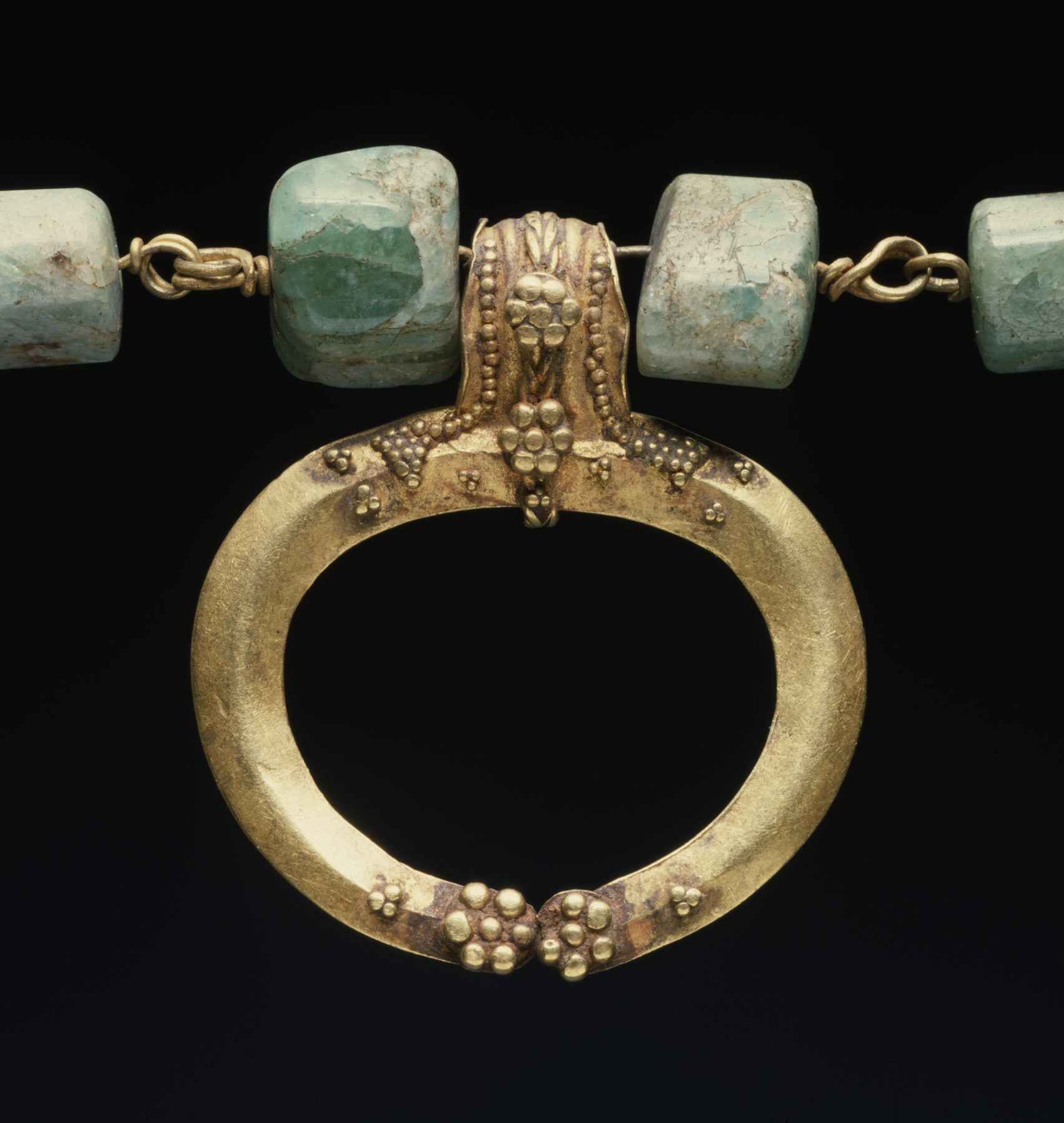
Collana romana con lunula

Nella Roma antica, la lunula (plurale: lunulae) era un pendente a forma di luna crescente che veniva fatto indossare alle bambine. L'amuleto aveva la stessa funzione apotropaica della bulla per i bambini. Era indossato dalle bambine fino a quando non si sposavano, come la bulla era fatto da diversi tipi di materiale a seconda del ceto economico a cui apparteneva la famiglia